# Distretto di Middle Ramu
Il distretto di Middle Ramu, in inglese Middle Ramu District, è un distretto della Papua Nuova Guinea appartenente alla Provincia di Madang. Ha una superficie di 7.222 km² e 41.000 abitanti (stima nel 2000)